# Sestiere (Gênes)
Pour les articles homonymes, voir Sestiere.
Le centre historique de Gênes (it) est composé de plusieurs sestieri,  :
- Maddalena (it)
- Molo (it)
- Prè (it)
- Portoria (it)
- San Teodoro (it)
- San Vincenzo (it)